# Agatokles (syn Lizymacha)
Agatokles (gr. Ἀγαθοκλῆς; ur. ok. 320 p.n.e. – zm. 284 p.n.e.) – grecki książę macedońskiego pochodzenia. Był synem Lizymacha i jego pierwszej żony Nikaji córki Antypatra, regenta imperium Aleksandra Wielkiego. Jego rodzeństwem z tej samej matki były jego młodsze siostry Eurydyka, żona Antypatra I, króla Macedonii oraz Arsinoe I, żona Ptolemeusza II, króla Egiptu.

## Życie
W 292 p.n.e. Agatokles został wysłany przez swojego ojca do walki z plemieniem Getów, ale został pokonany i uwięziony. Dromichates, król Getów, w geście dobrej woli odesłał go do ojca, pomimo tego Lizymach sam wyruszył przeciwko Getom, ale również został pojmany. Uwolnił go Dromichates po obietnicy lojalności zabezpieczonej kilkoma wysoko urodzonymi zakładnikami oraz ręką córki Lizymacha. Istnieje kilka sprzecznych ze sobą wersji odnośnie do kolejności wydarzeń, według jednych tylko Agatokles został uwięziony, a według innych tylko Lizymach.
W 287 p.n.e. Agatokles został wysłany przez swojego ojca przeciwko Demetriuszowi I Poliorketesowi, który wkroczył do Anatolii by pozbawić Lizymacha władzy nad Lidią i Karią. Tym razem mu się powiodło – pokonał Demetriusza i wyparł go z prowincji ojca. 
Agatokles był początkowo wyznaczony na dziedzica Lizymacha i cieszył się popularnością wśród jego poddanych, jednakże w 284 p.n.e. został stracony za zdradę. Większość źródeł obarcza winą jego macochę Arsinoe II, która miała go oczerniać przed ojcem, by zdobyć pozycję następstwo tronu dla swojego syna Ptolemeusza, podczas gdy inne źródła wskazują, że to Lizymach działał z własnej woli, wierząc, że jego syn działa przeciwko niemu. 
Wdowa po Agatoklesie, Lizandra uciekła z ich dziećmi i jego bratem Aleksandrem do Seleukosa I Nikatora do Syrii, który wkrótce wypowiedział wojnę Lizymachowi w konsekwencji tego aktu synobójstwa.